# Coupe des champions de la CONCACAF 1967
Navigation
Édition précédente Édition suivante
La Coupe des champions de la CONCACAF 1967 était la troisième édition de cette compétition.
Elle a été remportée par l'Alianza FC face au CRKSV Jong Colombia sur le score cumulé de 4 buts à 2.

## Participants
Un total de 10 équipes provenant d'un maximum de 10 nations pouvaient participer au tournoi. Elles appartenaient aux zones Amérique du Nord, Amérique Centrale et Caraïbes de la CONCACAF.
Le tableau des clubs qualifiés était le suivant :
| Nation                 | Club                          | Raison de qualification                      |
| Zone Amérique du Nord  |                               |                                              |
| Demi-finale            |                               |                                              |
| États-Unis             | Philadelphia Ukrainians       | Vainqueur de la National Challenge Cup 1966. |
| Zone Amérique Centrale |                               |                                              |
| Premier Tour           |                               |                                              |
| Honduras               | CD Olimpia                    | Champion du Honduras 1966-67.                |
| Salvador               | Alianza FC                    | Champion du Salvador 1965-66.                |
| Guatemala              | Aurora FC                     | Champion du Guatemala 1966-67.               |
| Nicaragua              | Flor de Caña FC (en)          | Champion du Nicaragua 1966.                  |
| Zone Caraïbes          |                               |                                              |
| Premier Tour           |                               |                                              |
| Antilles néerlandaises | CRKSV Jong Colombia           | Champion des Antilles néerlandaises 1966     |
| Trinité-et-Tobago      | Régiment FC                   | Champion de Trinité-et-Tobago 1966.          |
| Bermudes               | Somerset Cricket Club Trojans | Champion des Bermudes 1966-1967              |
| Jamaïque               | Régiment FC                   | Méthode de qualification inconnue.           |
| Haïti                  | Racing Club Haïtien           | Méthode de qualification inconnue.           |

## Calendrier
| Tour                               | Nom                    | Date aller                     | Date retour                    | Équipes participantes | Équipes restantes |
| Phase de qualification (1967/1968) |                        |                                |                                |                       |                   |
| 1                                  | Phase de qualification | 3 avril 1967 - 30 janvier 1968 | 3 avril 1967 - 30 janvier 1968 | 10                    | 10 à 3            |
| Phase finale (1967/1968)           |                        |                                |                                |                       |                   |
| 1                                  | Demi-finale            | 12 novembre 1967               | 15 novembre 1967               | 3                     | 3 à 2             |
| 2                                  | Finale                 | 17 mars 1968                   | 19 mars 1968                   | 2                     | 2 à 1             |
| 3                                  | Finale d'appui         | 24 mars 1968                   | 24 mars 1968                   | 2                     | 2 à 1             |

## Compétition

### Phase de qualification

#### ZoneAmérique Centrale

##### Premier tour
| Date        | Pays | Club       | Aller             | Retour            | Club                 | Pays | Commentaire             |
| 6 / 13 août |      | Alianza FC | 8-0               | 2-3               | Flor de Caña FC (en) |      |                         |
| 6 / 13 août |      | CD Olimpia | 0-1               | 1-0               | Aurora FC            |      |                         |
| 20 août     |      | Aurora FC  | Match d'appui 2-0 | Match d'appui 2-0 | CD Olimpia           |      | Match joué au Guatemala |

##### Deuxième tour
| Date              | Pays | Club       | Aller             | Retour            | Club       | Pays | Commentaire            |
| 10 / 17 septembre |      | Aurora FC  | 0-0               | 1-1               | Alianza FC |      |                        |
| 15 octobre        |      | Alianza FC | Match d'appui 1-0 | Match d'appui 1-0 | Aurora FC  |      | Match joué au Salvador |

#### ZoneCaraïbes
Le tournoi s'est déroulé à Kingston en Jamaïque.
| Rang | Équipe                        | Pts | J | G | N | P | Bp | Bc | Diff |
| ---- | ----------------------------- | --- | - | - | - | - | -- | -- | ---- |
| 1    | CRKSV Jong Colombia           | 7   | 4 | 3 | 1 | 0 | 10 | 1  | +9   |
| 2    | Régiment FC                   | 5   | 4 | 2 | 1 | 1 | 5  | 7  | -2   |
| 3    | Régiment FC                   | 4   | 4 | 2 | 0 | 2 | 5  | 6  | -1   |
| 4    | Somerset Cricket Club Trojans | 2   | 4 | 1 | 0 | 3 | 8  | 8  | 0    |
| 5    | Racing Club Haïtien           | 2   | 4 | 1 | 0 | 3 | 3  | 9  | -6   |

| Date       | Pays | Club                | Score | Club                | Pays |
| 22 janvier |      | Régiment FC         | 0-3   | CRKSV Jong Colombia |      |
| 22 janvier |      | Racing Club Haïtien | 3-2   | Somerset CC Trojans |      |
| 24 janvier |      | CRKSV Jong Colombia | 1-1   | Régiment FC         |      |
| 24 janvier |      | Régiment FC         | 2-1   | Somerset CC Trojans |      |
| 24 janvier |      | Régiment FC         | 1-0   | Racing Club Haïtien |      |
| 27 janvier |      | CRKSV Jong Colombia | 2-0   | Somerset CC Trojans |      |
| 27 janvier |      | Régiment FC         | 1-2   | Régiment FC         |      |
| 30 janvier |      | CRKSV Jong Colombia | 4-0   | Racing Club Haïtien |      |
| 30 janvier |      | Somerset CC Trojans | 5-1   | Régiment FC         |      |
| 30 janvier |      | Régiment FC         | 2-0   | Racing Club Haïtien |      |

### Phase Finale

#### Tableau
|  | Demi-finale            | Demi-finale | Demi-finale       | Demi-finale            |   |   | Finale | Finale | Finale | Finale |
|  |                        |             |                   |                        |   |   |        |        |        |        |
|  | 12 et 15 novembre 1967 |             |                   |                        |   |   |        |        |        |        |
|  |                        |             |                   |                        |   |   |        |        |        |        |
|  | Alianza FC             | 2           | 1                 |                        |   |   |        |        |        |        |
|  | Alianza FC             | 2           | 1                 | 17, 19 et 24 mars 1968 |   |   |        |        |        |        |
|  | Philadelph. Ukr.       | 1           | 0                 |                        |   |   |        |        |        |        |
|  | Philadelph. Ukr.       | 1           | 0                 | Alianza FC             | 2 | 0 | 5      |        |        |        |
|  |                        |             |                   |                        | 2 | 0 | 5      |        |        |        |
|  |                        |             | CRKSV Jong Colom. | 1                      | 3 | 3 |        |        |        |        |

#### Demi-finale
| Pays | Club       | Aller | Retour | Club                    | Pays | Commentaire               |
|      | Alianza FC | 2-1   | 1-0    | Philadelphia Ukrainians |      | Matchs joués au Salvador. |

#### Finale
| Match aller | Alianza FC       | 2:1 | CRKSV Jong Colombia | Stade Cuscatlan San Salvador, El Salvador |  |
| 17 mars     | Buteurs inconnus |     | Buteur inconnu      |                                           |  |

| Match retour | CRKSV Jong Colombia | 3:0 | Alianza FC | Stade inconnu Boca Samí, Antilles néerlandaises |  |
| 19 mars      | Buteurs inconnus    |     |            |                                                 |  |

| Match d'appui | Alianza FC       | 5:3 | CRKSV Jong Colombia | Stade Cuscatlan San Salvador, El Salvador |  |
| 24 mars       | Buteurs inconnus |     | Buteurs inconnus    |                                           |  |

| Champion de la CONCACAF 1967 |
| ---------------------------- |
| Drapeau du Salvador          |
| Alianza FC Premier Titre     |